# Хлопчаки їхали на фронт
«Хлопчаки їхали на фронт» (рос. «Мальчишки ехали на фронт») — український радянський художній фільм 1975 року режисера Валентина Козачкова.

## Сюжет
Осінь 1943. Війна. В одному з тилових міст створюють училище з підготовки токарів. В ньому навчаються і працюють підлітки, які втратили під час війни батьків…

## У ролях
- Петя Черкашин
- Вова Лютий
- Дмитро Пасинков
- Олександр Костюченко
- Сергій Яковлєв
- Андрій Праченко
- Олег Корчиков
- Олександра Данилова
- Зінаїда Дехтярьова

## Творча група
- Сценарій: Іван Воробйов
- Режисер-постановник: Валентин Козачков
- Оператор-постановник: Леонід Бурлака
- Художники-постановники: Лариса Токарєва, Євгенія Ліодт
- Композитор: Євген Стихін
- Текст пісень: Михайло Пляцковський
- Звукооператор: Ігор Рябінін
- Режисер: Т. Тищенко
- Режисер монтажу: Тетяна Римарева
- Оператор: В. Щукін
- Редактор: Василь Решетников
- Художник по гриму: Л. Брашеван
- Художники по костюмах: Н. Акімова, М. Іванова
- Директор картини: Джеміля Панібрат